# Talang Berangin (Mulak Ulu)
Talang Berangin is een bestuurslaag in het regentschap Lahat van de provincie Zuid-Sumatra, Indonesië. Talang Berangin telt 288 inwoners (volkstelling 2010).